# Апије Клаудије Каудекс
Апије Клаудије Каудекс (лат. Appius Claudius Caudex; 3. вијек п. н. е.) био је римски патрициј из рода Клаудија. Био је унук знаменитог државника Апија Клаудија Цека и син Гаја Клаудија. Најпознатији по томе што је године 264. п. н. е. служио као конзул те играо важну улогу у догађајима који ће покренути Први пунски рат.
Узрок рата је било настојање Картагине да овлада Сицилијом, а повод картагинска интервенција код Месане у помоћ Мамертинцима, односно њихово одбијање да се на мамертински захтјев повуку након што је минула опасност од Сиракужана под Хијероном II. Мамертинци су се тада за помоћ обратили Римској републици.
Дио сенатора се томе успротивио, настојећи одржати традиционални савез са Картагином. Апије Клаудије се залагао за помоћ Мамертинцима и на крају однио превагу. Исте се године с двије легије искрцао код Месане, што је била прва римска војна акција ван Апенинског полуоострва. Испочетка је Месину деблокирао без отпора, али су потом Картагињани и Сиракужани склопили савез, па је град с мора блокирала флота Картагине, а са копна војска Сиракузе. Каудекс је након безуспјешних преговора прво потукао Сиракужане, а потом Картагињане. Покушај да заузме град Ехетла није успио, те се уз осјетне губитке, Каудекс повукао у Месану.